# 1906 au Canada
Pour un article plus général, voir Chronologie du Canada.
Cet article traite des événements qui se sont produits durant l'année 1906 au Canada.

## Événements

### Politique
- 31 mars : les armoiries de la Colombie-Britannique sont octroyées.

- 23 mai : Regina devient la capitale de la Saskatchewan.

- 19 août : signature du Traité 10 entre le roi et les premières nations du centre de la Saskatchewan et de l'est de l'Alberta.

- 26 août : le roi Édouard VII octroie les armoiries de la Saskatchewan.

### Justice
- Charles Fitzpatrick est nommé juge en chef à la cour suprême.

- Il y a eu 26 meurtres au Canada en 1906.

### Sport
- Au hockey sur glace, les Sénateurs d'Ottawa (1893-1934) gagnent la coupe Stanley contre l'Université Queen's.

- Jeux olympiques intercalaires de 1906 :
  - William Sherring remporte la médaille d'or au marathon;
  - Donald Linden remporte la médaille d'argent au 1500 mètres marche.

- Le boxeur Tommy Burns devient le champion du monde des poids lourds.

### Économie
- 14 mai : fondation d'Ontario Hydro.
- La compagnie française Révillon Frères fait directement concurrence à la Compagnie de la Baie d'Hudson dans la traite des fourrures.
- Sous l'abbé Gravel, un groupe de francophone va fonder Gravelbourg en Saskatchewan.

#### Revenus et salaires
- Le salaire moyen est de 0,22 $/heure.
- Le travailleur moyen gagne entre 200 $ et  400$ par année.
- Un expert comptable gagne 2 000$ par année.
- Un dentiste, 2 500$, un vétérinaire de 1 500$  à 4 000$.
- Un ingénieur mécanique gagne 5 000$ par année.

#### Prix de quelques denrées
- Le sucre se vend à 4 sous la livre.
- Les œufs coûtent 15 cents la douzaine.
- Le café se vend 14 cents la livre.

#### Équipements
- Seulement 8 % des habitants ont un téléphone à la maison.
- Seulement 14 % des habitants ont une baignoire.
- Il circule 8 000 voitures sur 144 milles de routes pavées

### Science
- Reginald Fessenden réussit à envoyer un message en transmission bi-directionnelle en morse qui traverse l'Atlantique. Il émet aussi une première émission radio en décembre.
- Joseph-Elzéar Bernier effectue son premier voyage d'exploration dans l'Arctique.

- La durée de vie moyenne de l’homme ou de la femme est de 47 ans.

### Culture
- Léo-Ernest Ouimet ouvre la première salle de cinéma appelé Ouimetoscope.
- Fondation de la Bibliothèque publique d'Ottawa.
- Eugène Lassalle fonde le Conservatoire Lassalle à Montréal.

- Deux personnes sur dix  savent lire et écrire.

- Seulement 6 % des gens ont terminé leurs études classiques ou secondaires.

## Naissances
- Plus de 95 % des naissances ont lieu à la maison.

- 27 janvier : Walter L. Gordon, homme d'affaires et homme politique.
- 29 janvier : Joe Primeau, joueur de hockey sur glace.
- 14 février : Roland Beaudry, homme politique fédéral provenant du Québec.
- 10 mars : Lionel Bertrand, politicien québécois.
- 2 avril : Alphonse-Marie Parent, religieux et réformateur de l'éducation.
- 16 mai : Alfred Pellan, peintre et illustrateur.
- Paul Desmarteaux, comédien.
- Jean Desprez, comédienne.
- Charles-Émile Gadbois, religieux et musicien folkloriste.
- Émile Legault, religieux et homme de théâtre.
- 16 décembre : Barbara Kent, actrice.

## Décès
Les  quatre principales causes de décès sont :  la pneumonie, l’influenza, la tuberculose, la diarrhée, les maladies du cœur.
- 1er janvier : Hugh Nelson, lieutenant-gouverneur de la Colombie-Britannique.
- 3 mai : Peter White, homme politique.
- 19 mai : Gabriel Dumont, stratège militaire des métis lors de la rébellion du Nord-Ouest.
- 11 juin : Hector-Louis Langevin, père de la Confédération.
- 7 octobre : Honoré Beaugrand, maire de Montréal et écrivain.
- William Kirby, auteur.
- François-Xavier Cormier, religieux.